# Davide Lorenzini
Davide Lorenzini (Verona, 8 agosto 1969) è un tuffatore italiano.
Ha rappresentato l'Italia ai Giochi olimpici di Barcellona 1992 e Atlanta 1996.

## Palmarès
- Europei

Atene 1991: bronzo nel trampolino 3 m